# サイコアナリティカル英文学会
サイコアナリティカル英文学会（サイコアナリティカルえいぶんがっかい）は、英米の言語と文学を精神分析学の立場から研究する目的で1974年サイコアナリティカル英文学協会として創立され、1983年現名称に改称した学会。
本部および事務局を、山口県下関市前田2丁目27－43に置いている。

## 事業
- 学術研究会、講演会、会誌の発行など[1]

## 会誌
- 『サイコアナリティカル英文学論叢』